# トーマス・ウェード
サー・トマス・フランシス・ウェード（Sir Thomas Francis Wade、1818年8月25日 - 1895年7月31日）は、イギリスの外交官、中国語と中国学の研究者。中国名は威妥瑪（ウェード式: Wei1 T'o3ma3, 拼音: Wēi Tuǒmǎ, 注音: ㄨㄟ ㄊㄨㄜˇㄇㄚˇ）。

## 経歴
1818年、ロンドン生まれ。アヘン戦争に参戦するため、1842年に第98連隊の士官として香港に到着。1845年、香港最高法院の広東語通訳となった。1852年、上海副領事となった。太平天国の乱によって清朝は上海の税関を管理する能力を失ったため、1854年にイギリス・アメリカ・フランスは税関の管理権を接収し、ウェードが上海海関税務司となった。
1866年2月、イギリスの駐清公使館の参事となっていたウェードは公使のラザフォード・オールコックを通じて総理各国事務衙門に『新議略論』を提出し、政治制度の改革を要望した。1869年から1882年まで駐清公使を務め、在任中の1874年10月、日本軍の台湾出兵の後の事後処理で、日本側全権大久保利通と中国側全権恭親王奕訢の間の仲介に入った。また1876年にはマーガリー事件を理由に清朝に迫って芝罘条約（煙台条約）を結ばせて、イギリスの権益を拡大した。
1883年、イギリスに帰国。3年後にケンブリッジ大学に中国語の蔵書4,304冊を寄贈した。1888年、ケンブリッジ大学の初代中国学主任教授となった。1895年に没するまでその職にあった。

## 栄典
- 1889年：ナイト・グランド・クロス(GCMG)を授与された。

## 研究内容・業績
- ウェードは1859年に香港で『尋津録』を出版して以来、中国語教科書の編纂に努力した[1]。

### 中国語とウェード式
- ウェードのもっとも知られた著作は北京語の教科書『語言自邇集』[2]である。1867年に初版、1886年に第2版、1903年に第3版が出版された。明末や19世紀のロバート・モリソン以来の宣教師による官話教科書が南京官話を主体としていたのに対し、ウェードは北京方言の教科書を作った[1]。
- 1867年には『文件自邇集』(文語で書かれた公用文の文例集)も出版している。
- これらの教科書に使われているラテン文字による北京語表記はウェード式と呼ばれる。この方式はのちにハーバート・ジャイルズの『華英字典』でも使われた。

## 著作
- The Hsin Ching Lu, or Book of Experiments. Hongkong. (1859)
- 語言自邇集: A Progressive Course, Designed to Assist the Student of Colloquial Chinese (2nd ed.). Shanghai. (1886) (vol.2 vol.3)
- 文件自邇集: A Series of Papers Selected as Specimens of Documentary Chinese (2nd ed.). Kelly & Walsh. (1905) (Translations)